# Santa María Acapulco
Santa María Acapulco är en ort i Mexiko.   Den ligger i kommunen Santa Catarina och delstaten San Luis Potosí, i den centrala delen av landet, 230 km norr om huvudstaden Mexico City. Santa María Acapulco ligger 871 meter över havet och antalet invånare är 712.
Terrängen runt Santa María Acapulco är huvudsakligen kuperad, men åt sydväst är den bergig. Terrängen runt Santa María Acapulco sluttar österut. Runt Santa María Acapulco är det ganska glesbefolkat, med 23 invånare per kvadratkilometer. Närmaste större samhälle är San Diego, 5,5 km nordväst om Santa María Acapulco. I omgivningarna runt Santa María Acapulco växer huvudsakligen savannskog.